# Päpstliches Werk für geistliche Berufe
Das Päpstliche Werk für geistliche Berufe ist eine von Papst Pius XII. (1939–1958) gegründete Gemeinschaft zur Förderung und Unterstützung der geistlichen Berufe in der Römisch-katholischen Kirche. Es ist sachlich und fachlich dem Dikasterium für den Klerus zugeordnet und wird von dessen jeweiligem Präfekten geleitet.

## Geschichte

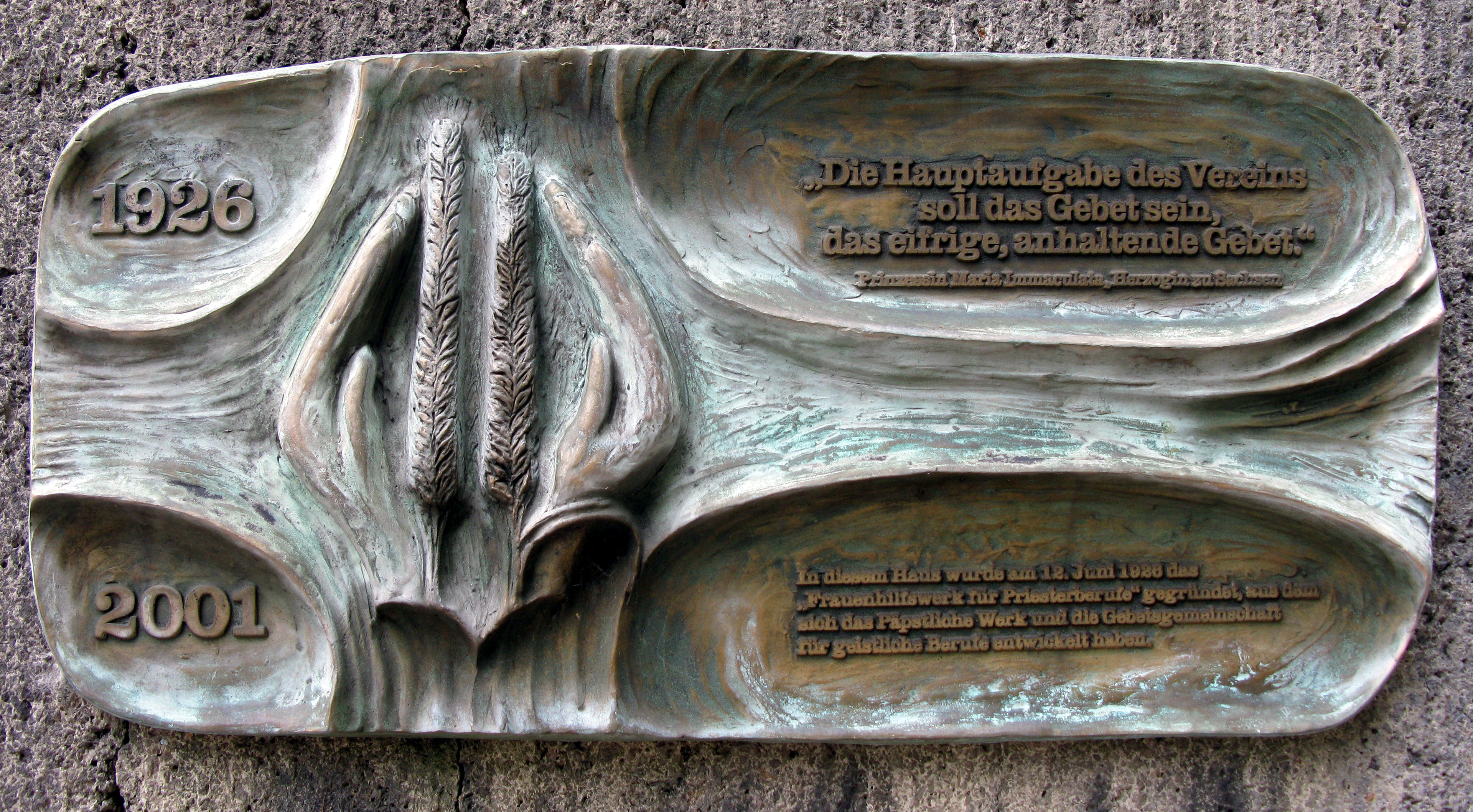
Gedenktafel zur Gründung des Frauenhilfswerk für Priesterberufe in Freiburg

Die erste Initiative zur Gründung einer „Gebetsgemeinschaft zur Unterstützung des Priesterberufs“ stammte von der Prinzessin Maria Immaculata von Sachsen (1874–1947), Herzogin zu Sachsen. Am 12. Juni 1926 wurde in Freiburg ein „Frauenhilfswerk für Priesterberufe“ gegründet. Seit der Gründung bis in die frühen 30er Jahre hatten sich der Gebetsgemeinschaft bis etwa 250 000 Frauen angeschlossen. Im September 1939 wurde das Frauenhilfswerk durch die nationalsozialistischen Machthaber verboten. Dieses Verbot veranlasste Papst Pius XII. im November 1941 das weltweite „Päpstliche Werk für Priesterberufe (PWP)“ zu gründen. 1955 folgte das „Päpstliche Werk für Ordensberufe (PWO)“. Mit der Zusammenlegung im Jahr 1965 durch Paul VI. (1963–1978) erhielt das Werk die noch heute gültige Bezeichnung „Päpstliches Werk für geistliche Berufe (PWB)“.
Das Werk war bis 2022 sachlich und fachlich der Kongregation für das Katholische Bildungswesen zugeordnet und wurde vom jeweiligen Präfekten dieser Kongregation geleitet. Mit Inkrafttreten der Apostolischen Konstitution Praedicate Evangelium im Juni 2022 ging die Zuständigkeit für das Päpstliche Werk für geistliche Berufe auf das Dikasterium für den Klerus über, dessen Präfekt seither den Vorsitz innehat.

## Päpstliches Werk für geistliche Berufe in Deutschland
1942 beschloss die damalige Fuldaer Bischofskonferenz, in jeder Diözese eine Geschäftsstelle der PWP zu errichten. Der erste Gründungsort Freiburg entwickelte sich zum „Zentrum der Berufspastoral“. Seit 2021 ist das Zentrum für Berufungspastoral in Frankfurt am Main.

## Aufgaben und Ziele
Als Wahlspruch dient dem Werk „Bittet also den Herrn der Ernte Arbeiter für seine Ernte auszusenden“ (Mt 9,38 ). Die Hilfsgemeinschaft setzt sich für alle Berufe und Dienste der Kirche ein, dabei soll das Berufsbewusstsein gestärkt werden und die geistlichen Berufe sollen unterstützt werden. Dieses geschieht im gemeinsamen Gebet. Ein weiteres Aufgabengebiet ist die Herstellung und Versendung von Rundschreiben. Im Angebot des Werkes stehen auch Einkehrtage, Exerzitien und Wallfahrten. Die Mitgliedsbeiträge werden überwiegend zur Unterstützung mittelloser Priesteramtskandidaten verwandt. Die Mitglieder erklären sich bereit, um Berufe der Kirche zu beten und nach ihren Möglichkeiten in den Kirchengemeinden die Sorge um geistliche Berufe mitzutragen.

## Pastorale Leitlinien
Die Kongregation für das Katholische Bildungswesen veröffentlichte am 25. März 2012 die „Pastoralen Leitlinien zur Förderung der Berufung zum Priesteramt“. Im Kapitel 13 wird in diesem Dokument auf das 70-jährige Bestehen des Päpstlichen Werks für Priesterberufe eingegangen und nochmals das Aufgabenspektrum umrissen: 

„Der Heilige Stuhl hat vor 70 Jahren bereits das Päpstliche Werk für Priesterberufe mit dem Ziel gegründet, die Zusammenarbeit zwischen dem Heiligen Stuhl und den Ortskirchen im Blick auf die Berufungen zum Weiheamt zu fördern. Diese Einrichtung setzt sich dafür ein, die Botschaft zum Weltgebetstag um geistliche Berufungen, die der Papst jedes Jahr an die ganze Kirche richtet, zu verbreiten und bekannt zu machen. Darüber hinaus hat es die Aufgabe, die bedeutendsten Initiativen in der Berufungspastoral, die in den Ortskirchen unternommen werden, zusammenzutragen und bekannt zu machen. Es organisiert Tagungen auf internationaler Ebene, fördert die Durchführung von Konferenzen einzelner Kontinente und wirkt dort mit, um Synergien zwischen denen zu fördern, die in der Berufungspastoral tätig sind.“